# Ключи (Бурятия)
Ключи́ — село в Иволгинском районе Бурятии. Входит в сельское поселение «Иволгинское».

## География
Село расположено по северо-западной стороне Кяхтинского тракта, на юго-западной окраине Иволгинской долины перед перевалом, через который автомагистраль идёт в Оронгойскую долину. Название селу дано по родникам, бьющим на склонах близлежащих гор. Расстояние до районного центра, села Иволгинск, — 10 км.

## Население
| 2002 | 2010 |
| ---- | ---- |
| 123  | ↘103 |

## Известные жители
- Константин Гаврилович Брянский — советский поэт, журналист, редактор, корреспондент ТАСС, военный корреспондент, участник Великой Отечественной войны.